# الحديقة الجوراسية 3
الحديقة الجوراسية 3 (بالإنجليزية: Jurassic Park III) هو فيلم مغامرات وخيال علمي أمريكي صدر في عام 2001 والجزء الثالث من سلسلة أفلام الحديقة الجوراسية، بعد فيلم العالم المفقود: الحديقة الجوراسية (1997). الفيلم من بطولة سام نيل وويليام ميسي وتيا ليوني وأليساندرو نيفولا وتريفور مورغان ومايكل جتير. كتبه بيتر باكمن وألكسندر باين وجيم تايلور، وأخرجه جو جونستون. هو الفيلم الأول في السلسلة الذي لم يخرجه ستيفن سبيلبرغ، الذي عمل كمنتج تنفيذي بدلًا من ذلك. وهو أيضًا أول فيلم في السلسة لا يستند إلى رواية لمايكل كرايتون، على الرغم من أن الفيلم يتضمن شخصيات وأفكارًا له، بما في ذلك مشاهد من روايته الأولى الحديقة الجوراسية (1990).
تجري أحداث الفيلم مثل الفيلم السابق في جزيرة ديناصورات خيالية واقعة على ساحل المحيط الهادئ في أمريكا الوسطى، وتدعى جزيرة سورنا. يتضمن الفيلم زوجين مطلقين (يلعب دورهما كل من ميسي وليوني) يخدعان عالم الحفريات الدكتور آلان جرانت (نيل) لكي يساعدهما في العثور على ابنهما (مورغان) المفقود في الجزيرة. كرر نيل لعب نفس الدور من الفيلم الأول، الحديقة الجوراسية (1993).
بعد إصدار الحديقة الجوراسية الذي أخرجه سبيلبرغ، أعرب جو جونستون عن اهتمامه بإخراج تكملة للفيلم. على الرغم من أن سبيلبرغ عاد وأخرج التكملة الأولى للفيلم، فإنه أعطى جونستون الإذن لإخراج فيلم ثالث محتمل. أعلنت يونيفرسال بيكشرز عن فيلم ثالث في يونيو 1998، مع تحديد موعد إصداره في منتصف عام 2000. كتب كريغ روزنبرغ المسودة الأولى للسيناريو، عن مراهقين يعلقان على جزيرة سورنا. أُعلن عن تعيين جونستون كمخرج للفيلم في عام 1999، ورُفضت مسودة روزنبرغ. تضمنت المسودة الثانية، التي كتبها باكمن، هروب تيرانودون إلى البر الرئيسي في كوستاريكا وقتله للناس، في حين تضمنت القصة الموازية داخل النص آلان غرانت وآخرين يهبطون اضطراريًا على جزيرة سورنا.
قبل ما يقارب خمسة أسابيع من بدء التصوير، رفض جونستون وسبيلبرغ المسودة الثانية وأيدوا فكرة قصة أبسط اقترحها ديفيد كوب، كاتب الفيلمين السابقين. جرى التعاقد مع باين وتايلور لإعادة كتابة النص السابق لباكمن، الذي أجرى المزيد من التنقيحات لمسودتهم. عمل جون أوجوست على النص أيضًا لكن لم يذكر في شارة النهاية. استمر التصوير خمسة أشهر، وبدأ في هاواي في 30 أغسطس 2000، قبل الانتقال إلى كاليفورنيا. لم تكتمل المسودة النهائية للنص أبدًا في أثناء الإنتاج، وفكر جونستون في ترك المشروع عدة مرات بسبب عدم اليقين بكيفية سير الأحداث في الفيلم. كما هو الحال مع الأفلام السابقة، يتميز جوراسيك بارك 3 بمزيج من الديناصورات التي أُنشئت بواسطة الكمبيوتر والأنيماترونكس، التي أُنشئت على التوالي بواسطة إندستريال لايت آند ماجيك وستان ونستون. على عكس الأفلام السابقة، يتميز الحديقة الجوراسية 3 بديناصورات سبينوصورس باعتباره خصم الديناصور الرئيسي، ليحل محل التيرانوصوروس ركس.
أُصدر الحديقة الجوراسية 3 في دور السينما في 18 يوليو 2001. على الرغم من المراجعات المختلطة من النقاد، حقق الفيلم نجاحًا في شباك التذاكر، إذ حقق 368 مليون دولار في جميع أنحاء العالم. أُصدر الفيلم التالي في السلسلة، العالم الجوراسي، في يونيو 2015.

## الحبكة
يبحر بن هيلدبراند وإريك كيربي بالمظلة فوق المياه بالقرب من جزيرة سورنا. يختفي طاقم القارب، ما يدفع بن إلى فصل الحبل قبل تحطم القارب. ينجرف هو وإيريك نحو الجزيرة.
بعد ثمانية أسابيع، يكتشف عالم الأحياء القديمة الدكتور آلان جرانت اكتشافًا جديدًا لذكاء ديناصور الفيلوسيرابتور، لكنه يكافح من أجل تأمين التمويل لأبحاثه. يناقش جرانت اكتشافه لحنجرة رنين في بقايا ديناصور كاسر متحجر مع زميلته منذ فترة طويلة إيلي. هذا الاكتشاف، بالإضافة إلى تجربته في الحديقة الجوراسية، يقوده إلى الاعتقاد بأن الفيلوسيرابتور الأصلي كان معقدًا اجتماعيًا. يفترض أنهم لو لم ينقرضوا واستمروا في التطور، فإن أسلافهم سيصبحون الأنواع المهيمنة على الأرض بدلاً من البشر. يستخدم مساعده بيلي برينان طابعة ثلاثية الأبعاد لاستنساخ حنجرة الفيلوسيرابتور.
يعرض كل من بول وأماندا كيربي، اللذين يتظاهران بأنهما زوجين ثريين، التمويل لأبحاث جرانت إذا أخذهما بجولة جوية فوق جزيرة سورنا. يوافق غرانت على مضض ويطير إلى هناك مع بول وأماندا وبيلي وأوديسكي المرتزق المعاون لعائلة كيربي وكوبر وطيارهم ناش. في أثناء الرحلة، يكتشف جرانت أن عائلة كيربي تخطط للهبوط على الجزيرة، ويحتج لكن كوبر يضربه ويفقده وعيه.
يستيقظ جرانت ليكتشف أنهم هبطوا. يقترب سبينوصورس من المجموعة، الذين يستقلون الطائرة للهروب، تاركين كوبر في الخلف وفي أثناء محاولته الوصول إلى الطائرة، يظهر السبينوصورس على المدرج ويفترس كوبر. في أثناء محاولتهم لتجنب السبينوصورس، تتحطم الطائرة في الغابة. يدمر السبينوصوروس الطائرة ويلتهم ناش، الذي كان بحوزته هاتف الأقمار الصناعية لبول. في أثناء فرارهم، يفقد الناجون لفترة وجيزة السبينوصوروس لكنهم يواجهون تيرانوصوروس ركس. يعود السبينوصوروس لكن المجموعة تهرب بينما يشتبك الديناصوران في معركة.
يكتشف جرانت أن عائلة كيربي زوجان من الطبقة المتوسطة ومطلقان يبحثان عن ابنهما إريك وحبيب أماندا بن، اللذين اختفيا في الجزيرة. وأن الوكالات الحكومية قد رفضت مساعدة عائلة كيربي، لذلك أحضرا جرانت معهما كخبير بسبب خبرته السابقة في الحديقة الجوراسية. لكن ما زاد من فزعهم، شرح غرانت أن زيارته السابقة كانت إلى جزيرة نوبلار، وليس إلى جزيرة سورنا، ولهذا فهو ضائع مثلهم. تجد المجموعة مظلة بن وجثته ملتصقة بها. يأخذون المظلة ثم يواجهون أعشاش ديناصورات رابتور، ويجدون مجمع إنجين المهجور. يطاردهم ديناصور رابتور ويستدعي باقي جماعته. يهرب البشر إلى قطيع من ديناصورات الكوريثوسورس والباراصورولوفوس، ما يتسبب في تدافع، وينفصل غرانت وأوديسكي عن الآخرين. تهاجم ديناصورات الرابتور أوديسكي في محاولة لجذب الآخرين خارج شجرة وينجحون تقريبًا في مهاجمة أماندا عندما تحاول النزول لمساعدته. يفشل فخ ديناصورات الرابتور ويقتلون أوديسكي قبل مغادرتهم.
في مكان آخر، يشاهد غرانت ديناصورات الرابتور تتواصل ويشتبه في أنها تبحث عن شيء ما. ينصبون له كمينًا، لكن ينقذه إريك، الذي كان قد تمكن من النجاة في شاحنة إمدادات مقلوبة. في اليوم التالي، يلتم شمل جرانت وإريك مع بيلي وعائلة كيربي. تلاحق المجموعة من قبل السبينوصوروس، لكنهم يتمكنون من عزله خارجًا عن طريق الدخول لمرصد مهجور.
يكتشف جرانت أن بيلي قد أخذ بيضتين لديناصورات الرابتور لاستخدامهما في التمويل، ما أثار هجمات ديناصورات الرابتور. يقرر جرانت الاحتفاظ بالبيضتين لضمان نجاة المجموعة. تدخل المجموعة دون قصد إلى قفص كبير يستخدم لإيواء تيرانودون، الذي يهاجم المجموعة ويطير بعيدًا بإريك. ينقذ بيلي إريك باستخدام مظلة بن، ولكن بعد ذلك يهاجم ويقتل على ما يبدو من قبل تيرانودون. تهرب بقية المجموعة من القفص، تاركين الباب مفتوحًا دون علم. يجدون قاربًا ويشقوا طريقهم إلى أسفل النهر.
في تلك الليلة، تسترد المجموعة هاتف رنين القمر الصناعي من براز سبينوصوروس. يتصل غرانت بإيلي ويخبرها بمكان وجودهم ولكن السبينوصوروس يهاجم القارب. يشعل جرانت وقود القارب، ما يؤدي إلى فرار السبينوصوروس. في صباح اليوم التالي، تشق المجموعة طريقها نحو الساحل لكنها تصبح محاطة بديناصورات الرابتور. يسلمون البيض إلى ديناصورات الرابتور بينما يستخدم جرانت النسخة طبق الأصل من الحنجرة للتشويش على قطيع الديناصورات، الذين يأخذون البيض ويهربون.
تصل المجموعة إلى الساحل وترى أن إيلي قد استدعت مشاة البحرية والبحرية لإنقاذهم. يكتشفون أن بيلي، رغم إصابته بجروح خطيرة، قد أُنقذ أيضًا. عندما يغادرون الجزيرة، يرون تيرانودون يطير.

## وصلات خارجية
- الحديقة الجوراسية 3 على موقع IMDb (الإنجليزية)
- الحديقة الجوراسية 3 على موقع ميتاكريتيك (الإنجليزية)
- الحديقة الجوراسية 3 على موقع روتن توميتوز (الإنجليزية)
- الحديقة الجوراسية 3 على موقع نتفليكس (الإنجليزية)
- الحديقة الجوراسية 3 على موقع قاعدة بيانات الأفلام العربية
- الحديقة الجوراسية 3 على موقع ألو سيني (الفرنسية)
- الحديقة الجوراسية 3 على موقع Turner Classic Movies (الإنجليزية)
- الحديقة الجوراسية 3 على موقع أول موفي (الإنجليزية)
- الحديقة الجوراسية 3 على موقع بوكس أوفيس موجو (الإنجليزية)
- الحديقة الجوراسية 3 على موقع فيلمافينيتي (الإسبانية)